# Муравейник (Челябинская область)
Муравейник — посёлок в Агаповском районе Челябинской области. Входит в состав Жёлтинского сельского поселения.

## География
Находится на юго-западе Челябинской области. Рядом протекает река Сухая. Посёлок связан грунтовыми и шоссейными дорогами с соседними населёнными пунктами. Расстояние до районного центра села Агаповка 58 км, до центра сельского поселения поселка Жёлтинского 10 км.

## Улицы
- Восточная,
- Набережная,
- Новая,
- Садовая,
- Советская.

## История
Посёлок основан в 1922 году, на его территории разместилась коммуна-артель по совместной обработке земли и ведению общего хозяйства.

## Население
| 1970 | 1995 | 2002 | 2010 |
| ---- | ---- | ---- | ---- |
| 484  | ↘330 | ↘326 | ↘285 |

Историческая численность населения: 1956 г. — 502 чел., в 1959 г. — 566чел., в 1983 г. — 297 чел.

## Инфраструктура
- Фельдшерско-акушерский пункт,

- ООО «Муравейник»[6].